# Hikmet Hayri Anlı
Hikmet Hayri Anlı  (* 1906 in Manisa; † 20. Februar 1991 in Istanbul) war ein türkischer Botschafter.

## Leben
Er war mit Semahat verheiratet.
Er erhielt das Abitur am American Collegiate Institute und studierte Rechtswissenschaft an der Universität Istanbul.
Am 26. Dezember 1932 trat er in den auswärtigen Dienst ein.
Ab 26. Juni 1933 wurde er bei den türkischen Streitkräften eingesetzt.
Am 4. August 1939 wurde er Gesandtschaftssekretär erster Klasse in Tallinn. 1943 war er Gesandtschaftssekretär erster Klasse in London.
Vom 21. Oktober 1943 bis 5. Februar 1946 war er Generalkonsul in Bombay.
Vom 30. März 1954 bis 28. September 1957 war er Geschäftsträger in Taipeh.
Vom 29. Oktober 1957 bis 1. April 1960 war er Generalkonsul in New York City.
Von Juli 1960 bis 14. Dezember 1963 war er Botschafter in Seoul.
Von 1967 bis 1970 war er Botschafter in Bangkok.
Am 25. Juni 1969 wurde er als erster Botschafter in Singapur akkreditiert.
Am 23. September 1969 wurde er bei Nguyễn Văn Thiệu in Saigon akkreditiert.
Des Weiteren war er mit Sitz in Bangkok auch in Kuala Lumpur (Malaysia) akkreditiert.
1971 war er Botschafter in Accra und war auch in Freetown (Sierra Leone) akkreditiert.
| Vorgänger        | Amt                                                                       | Nachfolger    |
| ---------------- | ------------------------------------------------------------------------- | ------------- |
| İzzettin Aksalur | türkischer Geschäftsträger in Taipeh 30. März 1954 bis 28. September 1957 | Cemi Vafi     |
| Kamil İdil       | türkischer Botschafter in Seoul Juli 1960 bis 14. Dezember 1963           | Bülent Görkem |
| Hasan İstinyeli  | Botschafter in Bangkok 1967 bis 1970                                      | Turgut İlkan  |
| Hasan İstinyeli  | Botschafter in Singapur 25. Juni 1969 bis 1970                            | Turgut İlkan  |
| Hasan İstinyeli  | Botschafter in Saigon 23. September 1969 bis 1970                         | Turgut İlkan  |
| —                | Botschafter in Accra 1971                                                 | Erkut Onart   |

## Einzelbelege
1. ↑  Resmî Gazete, PDF-Datei
2. ↑  Generalkonsulat, Mumbai
3. ↑  Generalkonsulat New York
4. ↑  Botschaft (Memento des Originals vom 11. Juli 2017 im Webarchiv archive.today)  Info: Der Archivlink wurde automatisch eingesetzt und noch nicht geprüft. Bitte prüfe Original- und Archivlink gemäß Anleitung und entferne dann diesen Hinweis. in Bangkok
5. ↑  Foreign Affairs NEW TURKISH AMBASSAD0R PRESENTS CREDENTIALS Saigon, September 23--Mr. Kikmet Hayri Anli, Ambassador Extraordinary and Plenipotentiary of Turkey, presented his credentials to President Nguyen Van Thieu at Independence Palace eraly this morning. Vietnam Bulletin, 1969, S. 37
6. ↑  Sierra Leone have agreed to establish diplomatic relations at embassy level: Hikmet Hayri Anli, the Ambassador in Accra

| Personendaten    | Personendaten          |
| ---------------- | ---------------------- |
| NAME             | Anlı, Hikmet Hayri     |
| KURZBESCHREIBUNG | türkischer Botschafter |
| GEBURTSDATUM     | 1906                   |
| GEBURTSORT       | Manisa                 |
| STERBEDATUM      | 20. Februar 1991       |
| STERBEORT        | Istanbul               |